# 沃格爾特納
沃格爾特納（Wegeltena）是埃塞俄比亞北部阿姆哈拉州北沃洛地區的小鎮，座標11°35′N 39°13′E / 11.583°N 39.217°E，海拔2,555米。根據埃塞俄比亞中央統計局2005年人口普查的資料，沃格爾特納人口約7,205，其中男性3,478人，女性3,727人。